# Thurgood Marshall
Thurgood Marshall (Baltimore, 2 de julho de 1908 – Bethesda, 24 de janeiro de 1993) foi um juiz associado da Suprema Corte dos Estados Unidos de 2 de outubro de 1967 até 1 de outubro de 1991. Foi o 86° juiz associado e o primeiro juiz associado afro-americano dos Estados Unidos. Thurgood Marshall também é conhecido por ter atuado para garantir a independência do Quênia no início da década de 1960, chegando a visitar o local e a fazer lobby por sua emancipação política em Londres. Ficou responsável por elaborar uma Carta de Direitos para a constituição do país e a maior parte de seu texto foi inserido nela durante a sua oficialização em 1963.
Antes de se tornar juiz, Marshall era um advogado famoso pelo seu histórico bem sucedido em debater sobre questões raciais em tribunais federais e na Suprema Corte durante o movimento dos direitos civis, graças a isso ficou conhecido como "Senhor Direitos Civis (Mr. Civil Rights)". O caso mais conhecido em que Thurgood Marshall debateu diante da Suprema Corte foi Brown v. Board of Education, cuja decisão impediu a segregação racial nas escolas públicas e derrubou a doutrina de Plessy v. Ferguson. Em 1961, Thurgood foi nomeado pelo presidente John F. Kennedy para atuar no Segundo Circuito de Cortes de Apelação, depois passou a atuar como advogado-geral sendo nomeado pelo presidente Lyndon Johnson em 1965. O Presidente Johnson o nomeou para a suprema corte em 1967, sucedendo o juiz associado Tom C. Clark. Marshall se aposentou durante a administração do presidente George H. W. Bush e foi sucedido por Clarence Thomas.
Thurgood Marshall foi influenciado indiretamente por seu pai a estudar direito e iniciou sua educação jurídica na Universidade Lincoln e a terminou na Escola jurídica da Universidade Howard. Durante o seu último ano em Lincoln, Marshall se casou com Vivien Burey em 1929. Os dois foram casados por 26 anos e não tiveram filhos, pois ela sofreu abortos espontâneos durante o casamento e morreu de câncer em 1955. Alguns meses após a morte de Vivien, Marshall se casou com Cecilia Suyat, com quem teve dois filhos: Thurgood Marshall Jr. e John William Marshall. Thurgood e Cecilia foram casados até o dia da morte dele no Hospital Militar Nacional de Walter Reed em 1993. Thurgood Marshall se encontra sepultado no Cemitério Nacional de Arlington com a sepultura próxima a de outros juízes associados da Suprema Corte. Entre as homenagens que lhe foram feitas podem se destacar o Tribunal Americano Thurgood Marshall, o prêmio Thurgood Marshall da American Bar Association e o filme Marshall. As principais honrarias para Thurgood Marshall foram a Medalha Spingarn, o Four Freedoms Award, a Philadelphia Liberty Medal, a Medalha Benjamin Franklin e a Medalha Presidencial da Liberdade.

## Primeiros anos e educação

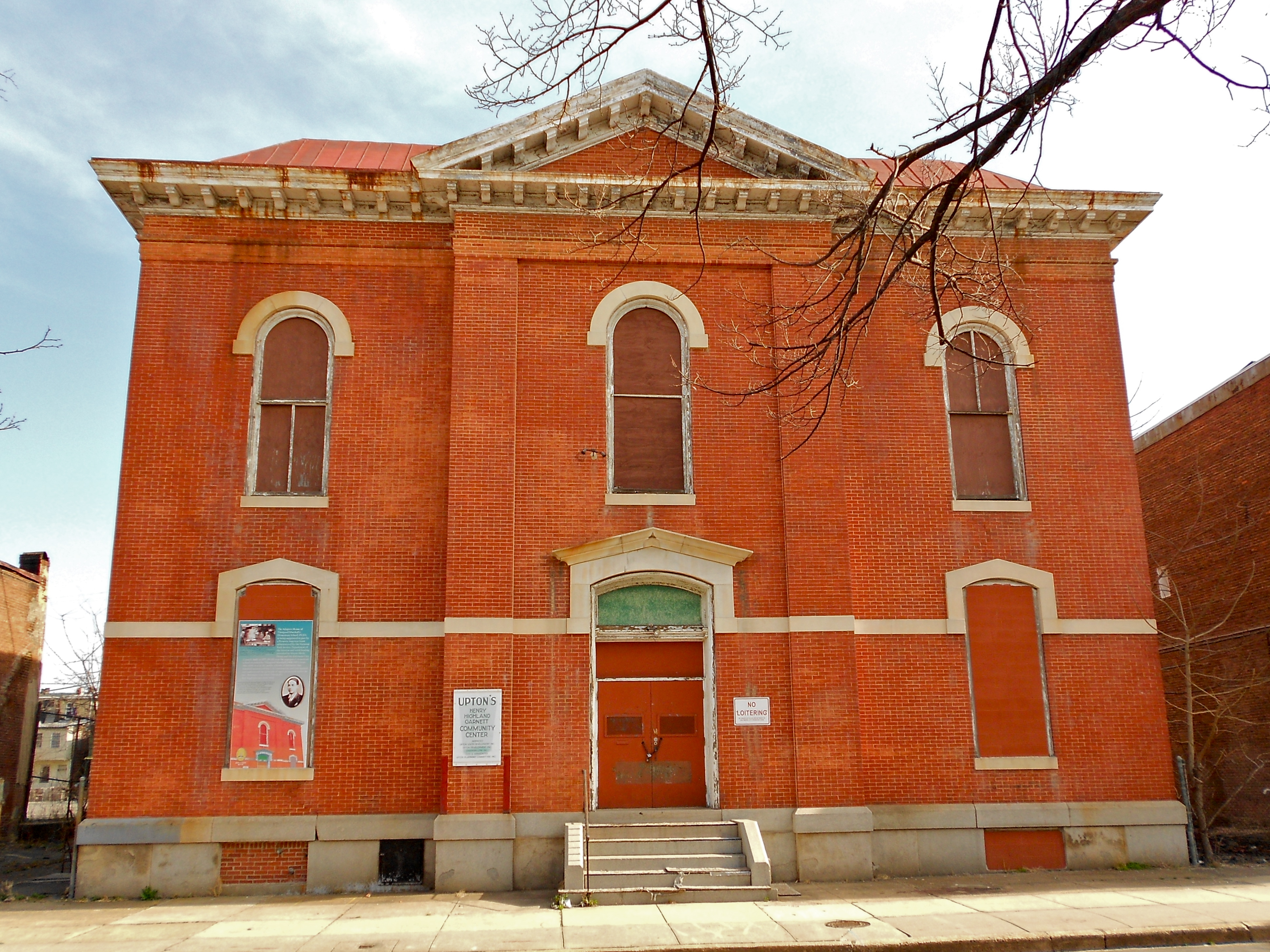
Escola Henry Highland Garnet (P.S. 103), onde fez o ensino fundamental.

Thurgood Marshall nasceu em Baltimore, Maryland, em 2 de julho de 1908. Era bisneto de um escravo que nasceu onde hoje é a República Democrática do Congo; seu avô paterno, Thorney Good Marshall, também era um escravo do leste da Virgínia, mas fugiu para Baltimore durante a Guerra civil e se tornou um homem livre. Seu pai, William Marshall, que era um assistente de vagões, e sua mãe Norma, uma professora, incentivaram-lhe a apreciar a Constituição dos Estados Unidos e o Império da lei. Marshall também tinha um irmão mais velho chamado William Aubrey Marshall. A família mudou-se para a cidade de Nova Iorque em busca de melhores oportunidades de emprego pouco depois do nascimento de Thurgood; eles voltaram para Baltimore quando ele tinha seis anos. Ele era uma criança enérgica e turbulenta que frequentemente se metia em problemas. Marshall aprendeu a debater com a ajuda de seu pai, que levava Marshall e a seu irmão para observar julgamentos nos tribunais; mais tarde eles teriam que argumentar sobre o que tinham visto. A família também discutia sobre as atualidades depois do jantar. Marshall disse que, mesmo que o seu pai nunca lhe tenha dito para que se tornasse um advogado, ele "me transformou em um. E fez isso me ensinando a debater, desafiando a minha lógica em cada argumento e me fazendo provar cada declaração que eu fazia, mesmo se estivéssemos discutindo o clima".
Marshall foi aluno do Colégio Frederick Douglass, em Baltimore, onde foi colocado junto com os melhores alunos. Formou-se um ano mais cedo em 1925, com o desempenho de notas B, e foi o terceiro melhor aluno da sua classe. Ele foi à Universidade Lincoln, uma universidade historicamente negra da Pensilvânia e a mais antiga dos Estados Unidos. Normalmente, é informado que Thurgood teria se matriculado em medicina, pois sua mãe tinha o desejo de que ele se tornasse dentista. Mas de acordo com a sua ficha na Universidade Lincoln, Marshall declarou que seu objetivo era se tornar advogado. Entre os seus colegas de classe, estavam o poeta Langston Hughes, o futuro presidente de Gana Kwame Nkrumah e o músico Cab Calloway. Inicialmente, não levou os estudos a sério e foi suspenso duas vezes por trotes e brincadeiras contra outros estudantes. Além disso, não era politicamente ativo, tornando-se uma "estrela" do grupo de debate e em seu primeiro ano, fez oposição à integração de professores afro-americanos na Universidade. Hughes mais tarde o descreveu como: "despreparado, barulhento e errado". Em seu segundo ano, envolveu-se em um protesto contra a segregação em um cinema local. No mesmo ano, foi iniciado em sua primeira fraternidade negra, Alpha Phi Alpha. Após ser encorajado a levar os seus estudos a sério, formou-se com honras (cum laude) na Universidade Lincoln, conseguindo um Bachelor of Arts em humanidades, com um grau maior em literatura americana e filosofia.
Marshall queria estudar na escola jurídica de sua cidade natal, a Escola Jurídica da Universidade de Maryland, mas não entrou devido à política segregacionista da escola. Marshall, em vez disso, estudou na Escola jurídica da Universidade Howard, onde trabalhou mais duro do que na Universidade Lincoln, em seu primeiro ano, trabalhou como assistente na biblioteca da faculdade. Suas visões sobre a discriminação foram altamente influenciadas pelo decano, Charles Hamilton Houston, que transformou a universidade em um local de treinamento de líderes no combate a discriminação racial. Thurgood Marshal também era admirador de William H. Hastie, o primeiro afro-americano a se tornar um juiz federal dos Estados Unidos e uma vez chegou a dizer que Hastie deveria ter sido o primeiro juiz afro-americano na Suprema Corte. Em 1933, formou-se na sua classe de Howard com o grau magna cum laude.

## Carreira jurídica

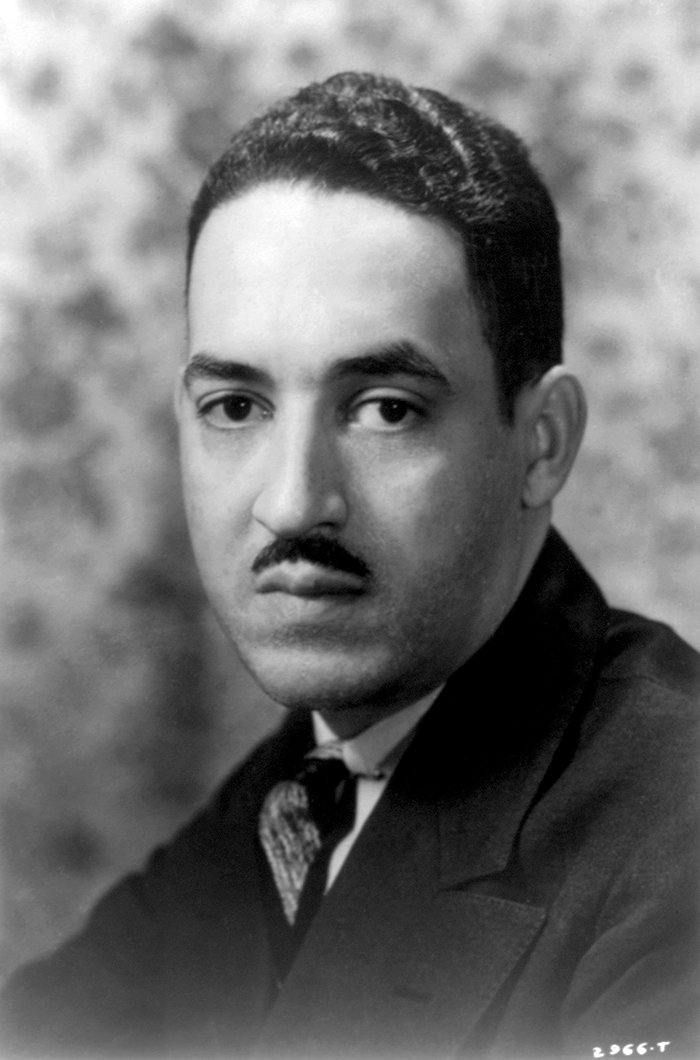
Fotografia de Thurgood Marshall tirada entre 1935 e 1940.

Após Marshall se formar em Howard, o reitor da Harvard Law School, Roscoe Pound, ofereceu-lhe uma bolsa de estudos para estudar direito constitucional, porém Marshall a recusou pois queria começar a praticar advocacia imediatamente, e assim o fez após passar no exame de ordem de Baltimore e abrir uma firma jurídica privada. Durante o período em que atuou como advogado particular, ficou conhecido como "advogado do homem pequeno", pois a maioria de seus clientes eram pessoas pobres, fato que o fez não ter muito sucesso do ponto de vista financeiro. Começou sua carreira de 25 anos na filial em Baltimore da Associação Nacional para o Progresso de Pessoas de Cor (NAACP) em 1934 representando a organização no caso Murray v. Pearson.
Em Murray v. Pearson, Marshall representou Donald Gaines Murray, um formando negro da Amherst College com excelentes credenciais, que teve o seu ingresso na Escola Jurídica da Universidade de Maryland negado devido à política segregacionista da instituição. Os estudantes negros de Maryland que queriam estudar direito tinham que fazer isso em universidades historicamente afro-americanas, tais como a Universidade Morgan e a Universidade da Costa Oriental de Maryland, ou ir para universidades que aceitavam negros fora do estado. Usando a estratégia desenvolvida por Nathan Margold, Marshall argumentou que a política segregacionista de Maryland violava a doutrina de "Separados mas Iguais" do caso Plessy v. Ferguson porque o estado não dava uma oportunidade educacional comparável em uma universidade afro-americana. O juiz Eugene O'Dunne ordenou que Murray fosse admitido e a Corte de Apelações de Maryland confirmou a decisão, contrária ao pensamento do governo do estado e do Procurador-Geral (que representou a Universidade de Maryland), fazendo a seguinte declaração: "O cumprimento da Constituição não pode ser adiado pela vontade do Estado. Independentemente do sistema que é adotado para a educação jurídica, deve-se fornecer uma igualdade de tratamento agora". Não houve apelação à Suprema Corte e, portanto, a decisão não se aplicou a todo o país, mas agradou a Marshall, que mais tarde disse que ele entrou com o processo "para se vingar dos desgraçados" que impediram ele próprio de frequentar a escola.
Em 1936, tornou-se parte da equipe nacional da NAACP ao se tornar assistente de Charles Hamilton Houston, que foi nomeado como conselheiro especial da NAACAP. Eles trabalharam juntos no caso histórico Missouri ex rel. Gaines v. Canada (1938). Quando a inscrição de Lloyd Lionel Gaines para a faculdade de direito da Universidade de Missouri foi rejeitada por causa de sua raça, ele entrou com uma ação, argumentando que seus direitos de igual proteção haviam sido violados porque ele não havia recebido uma educação jurídica substancialmente equivalente àquela que os alunos brancos receberam. Depois que os tribunais do Missouri rejeitaram as reivindicações de Gaines, Houston - acompanhado por Marshall, que ajudou a preparar o documento - buscou revisão na Suprema Corte. Eles não contestaram a decisão da Corte em Plessy v. Ferguson; em vez disso, eles argumentaram que Gaines teve negada uma educação igualitária. Em uma opinião do chefe de justiça, Charles Evans Hughes, a corte considerou que, se o Missouri deu aos brancos a oportunidade de frequentar a faculdade de direito no estado, era necessário fazer o mesmo para os negros. Houston retornou a Washington em 1938, e Marshall assumiu seu cargo como conselheiro especial no ano seguinte.

### Conselheiro chefe do Fundo educacional e de Defesa jurídica da NAACP
Aos 32 anos, Marshall venceu o caso da Suprema Corte, Chambers v. Florida, caso 227 do volume 309 (1940). No mesmo ano, fundou e se tornou o diretor executivo do Fundo educacional e de Defesa jurídica da NAACP, que havia sido estabelecido como uma organização separada para fins fiscais. Além de litigar casos e discutir assuntos perante a Suprema Corte, ele era responsável por arrecadar dinheiro, administrar o fundo e conduzir o trabalho de relações públicas. Marshall litigou uma série de casos envolvendo salários desiguais para afro-americanos, ganhando quase todos eles; em 1945, ele acabou com as disparidades salariais nas principais cidades do sul e ganhou a reputação de figura proeminente no movimento pelos direitos civis. Ele também defendeu indivíduos acusados de crimes perante os tribunais de júri e a Suprema Corte. Dos 32 casos de direitos civis que Marshall argumentou perante a Suprema Corte, ele ganhou 29. Ele e William J. Durham escreveram a petição em Smith v. Allwright (1944), na qual a Corte declarou a prática da primária branca inconstitucional, e ele argumentou com sucesso tanto em Morgan v. Virginia (1946), envolvendo segregação em ônibus interestaduais, quanto um caso relacionado com Shelley v. Kraemer (1948), envolvendo acordos legais (em inglês covenants) racialmente restritivos.
Nos anos posteriores a 1945, Marshall retomou sua ofensiva contra a segregação racial nas escolas. Junto com seus colegas no fundo, ele elaborou uma estratégia que enfatizava as disparidades educacionais inerentes causadas pela segregação, em vez das diferenças físicas entre as escolas oferecidas para negros e brancos. A Corte decidiu a favor de Marshall em Sipuel v. Board of Regents of the University of Oklahoma (1948), ordenando que Oklahoma fornecesse uma educação jurídica para Ada Lois Sipuel, embora os juízes tenham se recusado a ordenar que ela fosse admitida na faculdade de direito do estado para brancos. Em 1950, Marshall levou dois casos envolvendo educação para a corte: Em 1950, Marshall trouxe dois casos envolvendo educação ao Tribunal: McLaurin v. Oklahoma State Regents, que foi a contestação de George W. McLaurin ao tratamento desigual na escola de pós-graduação da Universidade de Oklahoma, e Sweatt v. Painter, que foi a contestação de Heman Sweatt a ser obrigado a frequentar uma faculdade de direito somente para negros no Texas. A Suprema Corte decidiu a favor de McLaurin e Sweatt no mesmo dia; embora os juízes não tenham rejeitado Plessy e a doutrina "separados, mas iguais", eles rejeitaram a discriminação contra estudantes afro-americanos e as provisões de escolas para negros que eram inferiores àquelas oferecidas para brancos.
Em seguida, Marshall voltou-se para a questão da segregação nas escolas primárias e secundárias. A NAACP entrou com uma ação para contestar escolas segregadas em Delaware, no Distrito de Columbia, Kansas, Carolina do Sul e Virgínia, argumentando que havia disparidades entre as instalações físicas fornecidas para negros e brancos e que a segregação era inerentemente prejudicial às crianças afro-americanas. Marshall ajudou a julgar o caso da Carolina do Sul. Ele convocou vários cientistas sociais e outras testemunhas especializadas para testemunhar sobre os danos da segregação; entre eles estava o professor de psicologia Ken Clark, que testemunhou que a segregação nas escolas causava auto-desprezo entre os estudantes afro-americanos e infligia danos que "provavelmente duraram enquanto as condições de segregação existirem". Os cinco casos chegaram à Suprema Corte e foram discutidos em dezembro de 1952. Em contraste com a boa oratória de seu adversário - John W. Davis, ex-procurador-geral e candidato à presidência em 1924 -, Marshall falou de maneira simples e coloquial. Ele afirmou que a única justificativa possível para a segregação "é uma determinação inerente de que as pessoas que antes eram escravas, independentemente de qualquer outra coisa, fossem mantidas o mais próximo possível desse estágio. E agora é a hora, afirmamos, em que esta corte deveria deixar claro que não é isso que nossa Constituição defende". Em 17 de maio de 1954, após desacordos internos e um reargumento de 1953, a Suprema Corte proferiu sua decisão unânime em Brown v. Board of Education de Topeka, sustentando em uma opinião do chefe de justiça Earl Warren que: "no campo da educação pública, a doutrina de 'separados, mas iguais' não tem lugar. Instalações educacionais separadas são inerentemente desiguais". Quando Marshall ouviu Warren ler essas palavras, ele disse mais tarde: "Fiquei tão feliz que fiquei entorpecido".
A Corte em Brown ordenou argumentos adicionais sobre o remédio apropriado para a violação constitucional que havia identificado; em Brown II, decidido em 1955, os juízes ordenaram que a desagregação proceda "com toda a velocidade deliberada". Sua recusa em estabelecer um prazo concreto foi uma decepção para Marshall, que havia defendido que a integração total fosse concluída até setembro de 1956. Nos anos seguintes à decisão da Corte, Marshall coordenou contestações à "resistência massiva" da Virgínia a Brown e voltou à Corte para argumentar com sucesso Cooper v. Aaron (1958), envolvendo a tentativa de Little Rock de atrasar a integração. Marshall, que de acordo com o jurista Mark Tushnet "gradualmente se tornou um líder dos direitos civis mais do que um advogado dos direitos civis", passou uma quantidade substancial de tempo fazendo discursos e arrecadando fundos. Em 1960, escreve Tushnet, ele havia se tornado "o mais proeminente advogado [que já havia feito argumentação oral] na Suprema Corte do país".

#### Relação da NAACAP com o FBI e o oposição ao comunismo
Durante a década de 1950, Thurgood Marshall teve uma relação próxima com John Edgar Hoover, o diretor do Federal Bureau of Investigation (FBI). Em 1956, por exemplo, apoiou discretamente a campanha de Hoover para desacreditar T.R.M. Howard, um líder dissidente dos direitos civis do Mississippi. Em uma carta particular a Hoover, Marshall atacou Howard "como um 'individualista independente' que não falava pela NAACP". Dois anos antes, Howard providenciou para que Thurgood fizesse um discurso, que terminou sendo bem-recebido, em um comício do Conselho Regional da Liderança Negra em Mound Bayou, Mississippi apenas dias antes da decisão de Brown. de acordo com os historiadores David T. Beito and Linda Royster Beito, "o desprezo de Marshall por Howard era quase visceral. Não gostava tom militante de Howard e da sua postura dissidente e estava bem ciente de que o ataque de Hoover serviu para tirar o foco da NAACP e criou mais oportunidades de colaboração maior (entre a NAACP e o FBI) em direitos civis".
Durante o período em que esteve na NAACP, Thurgood Marshall se opôs fortemente ao Comunismo. Um de seus objetivos enquanto esteve na organização foi combater a influência de afro-americanos comunistas ao movimento dos direitos civis e evitar que suas ideias se fortalecessem dentro da organização, pois considerava os comunistas como rivais na luta pela conquista do apoio da população afro-americana, e que possuíam como único objetivo a destituição do governo pretendendo utilizar o movimento dos direitos civis para derrubar o capitalismo. Marshall colaborou com o FBI e com o governo Truman para enfraquecer lideranças e ativistas comunistas relacionados a NAACAP. Marshall também considerava que o comunismo uma ameaça para a credibilidade da NAACAP, pois a organização poderia ser acusada de ser simpática ou influenciada pelo Partido Comunista.

## Corte de apelações
O presidente John F. Kennedy, que de acordo com Tushnet "queria demonstrar seu compromisso com os interesses dos afro-americanos sem incorrer em enormes custos políticos", nomeou Marshall para ser juiz do Segundo Circuito de Cortes de Apelação dos Estados Unidos em 23 de setembro de 1961, ocupando um novo assento criado em 19 de maio daquele ano. O Segundo Circuito, que abrangia Nova Iorque, Vermont e Connecticut, era na época o proeminente tribunal de apelação do país. Um grupo de senadores do sul, liderado pelo senador do Mississippi, James Eastland, postergou a sua confirmação, então ele serviu nos primeiros meses sob um Recess appointment, e ele prestou o juramento de posse em 23 de outubro.
Mesmo após sua nomeação para o recesso, os senadores do sul continuaram a atrasar a confirmação total de Marshall por mais de oito meses. Uma subcomissão da Comissão Judiciária do Senado adiou sua audiência várias vezes, levando o senador Kenneth Keating, um republicano de Nova Iorque, a acusar o subcomitê de três membros, que incluía dois democratas do sul pró-segregação, de ser tendencioso contra Marshall e causar um atraso injustificável. O subcomitê realizou várias audiências entre maio e agosto de 1962; Marshall enfrentou duras perguntas dos sulistas sobre o que o estudioso Howard Ball descreveu como "questões marginais na melhor das hipóteses". Após mais atrasos do subcomitê, o Comitê Judiciário completo o ignorou e, por uma votação de 11–4 em 7 de setembro, endossou a nomeação de Marshall. Após cinco horas de debate, o plenário do Senado o confirmou por uma votação de 56–14 em 11 de setembro de 1962.
No Segundo Circuito, Marshall foi o autor de 98 opiniões majoritárias, nenhuma das quais foi revertida pela Suprema Corte, bem como oito concordâncias e doze dissidências. Ele discordou quando a maioria da corte decidiu no caso United States ex rel. Angelet v. Fay (1964), relacionado à Quarta Emenda, que a decisão da Suprema Corte de 1961 em Mapp v. Ohio (que considerou que a regra de exclusão, aplicada aos estados) não se aplicava retroativamente, escrevendo que o judiciário "não é livre para circunscrever a aplicação de um direito constitucional declarado". Em United States v. Wilkins (1964), ele concluiu que a proteção da Quinta Emenda contra dupla incriminação se aplicava aos estados; em People of the State of New York v. Galamison (1965), ele discordou de uma decisão que sustentava as condenações de manifestantes dos direitos civis na Feira Mundial de Nova York. As dissidências de Marshall indicavam que ele favorecia interpretações mais amplas das proteções constitucionais do que seus colegas. Marshall continuou nessa corte até 23 de agosto de 1965.

## Advogado-geral
Quando Archibald Cox renunciou, o presidente Lyndon B. Johnson nomeou Marshall para ocupar seu lugar como advogado-geral - o indivíduo responsável por argumentar perante a Suprema Corte em nome do governo federal - fazendo com que Marshall se tornasse o primeiro afro-americano a conseguir o cargo. Na época, isso fez com que Thurgood tivesse o cargo governamental mais alto conseguido por um negro na história americana, ultrapassando Robert C. Weaver, o primeiro Secretário de Habitação e Desenvolvimento Urbano. Johnson pressionou os senadores do sul a não obstruir a confirmação de Marshall, e uma audiência perante um subcomissão do Senado durou apenas quinze minutos; o plenário o confirmou em 11 de agosto de 1965. Como advogado-geral, Marshall venceu quatorze dos dezenove casos da Suprema Corte que defendeu. Posteriormente, ele caracterizou o cargo como "o trabalho mais eficaz" e "talvez o melhor" que já teve. Marshall argumentou em Harper v. Virginia State Board of Elections (1966) que condicionar a capacidade de votar ao pagamento de um poll tax era ilegal; em um caso paralelo a Miranda v. Arizona (1966), ele sustentou, sem sucesso, em nome do governo, que os agentes federais nem sempre eram obrigados a informar os indivíduos presos sobre seus direitos. Ele defendeu a constitucionalidade da Lei dos Direitos de Voto de 1965 em South Carolina v. Katzenbach (1966) e Katzenbach v. Morgan (1966), ganhando ambos os casos.
Existe uma hipótese que afirma que Johnson nomeou Marshall como advogado-geral para que ele adquirisse mais experiência em argumentação jurídica antes que assumisse uma cadeira na Suprema Corte. O argumento que dá mais força a essa ideia é o de que a nomeação de Marshall para esse cargo foi em uma época próxima a da aposentadoria do juiz Arthur Goldberg, pois afirma-se que Johnson havia pensado na possibilidade de indicá-lo para ocupar essa vaga. Porém, Johnson teria imaginado que se Marshall atuasse como advogado-geral, adquiriria mais experiência em temas não ligados ao direitos civis e que o cargo poderia fortalecer o currículo de Marshall, aumentando as chances de sua indicação para a Suprema Corte ser bem sucedida. Johnson indicou Abe Fortas para ocupar o lugar de Goldberg.

## Nomeação e confirmação

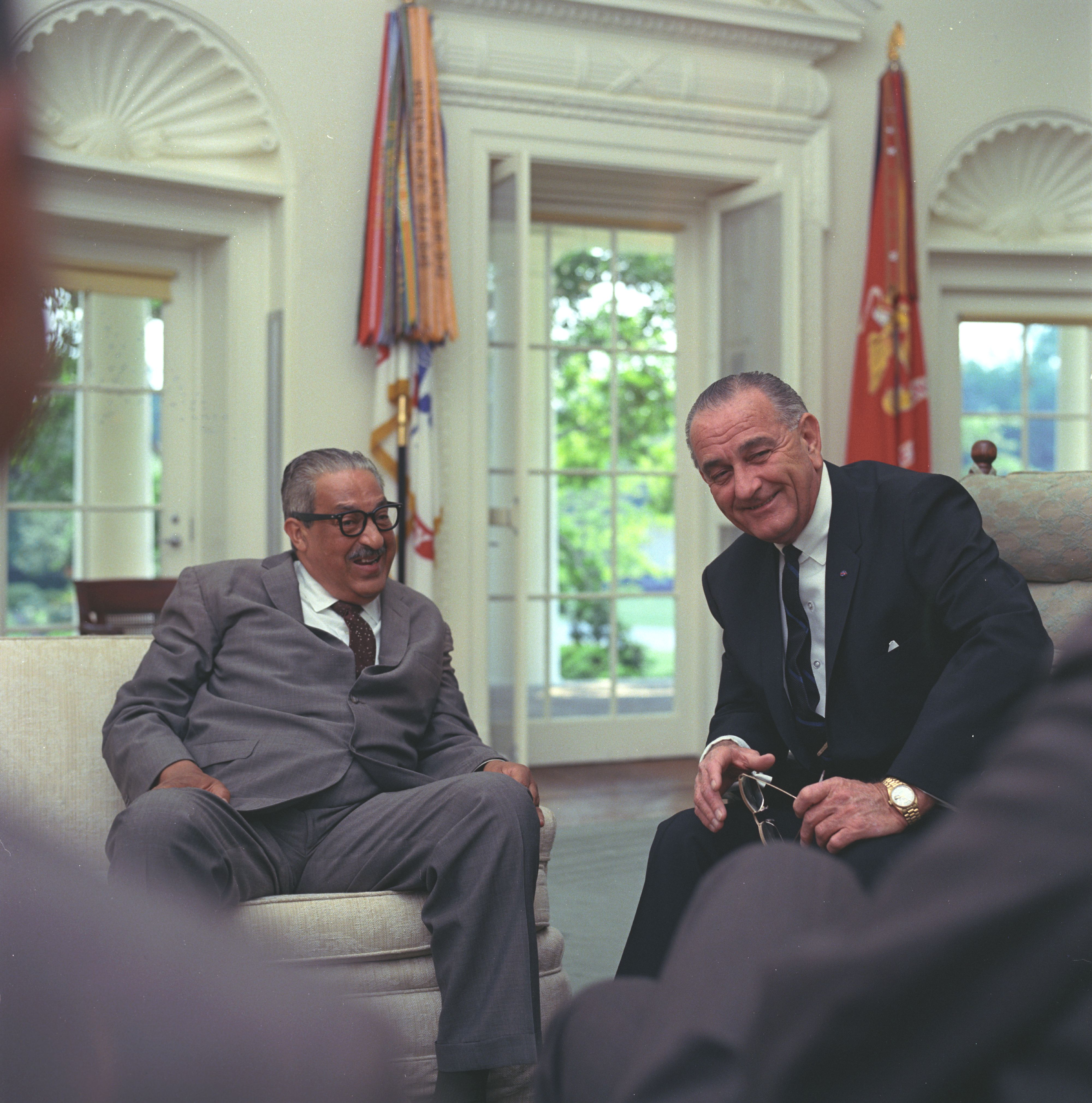
Reunião de Marshall com o presidente Lyndon B. Johnson no Salão Oval da Casa Branca no dia em que Marshall foi indicado por Johnson para servir na Suprema Corte.

Em 13 de junho de 1967, o presidente Johnson indicou Thurgood Marshall para a Suprema Corte após a aposentadoria do Juiz Associado, Tom C. Clark, dizendo que era "a coisa certa a fazer, o tempo certo para fazê-la, o homem certo e o lugar certo". Afirma-se que a nomeação de Thurgood para a Suprema Corte foi uma estratégia política de Johnson, pois fazendo isso ele conseguiria ser visto historicamente como um presidente comprometido com as ideias defendidas pelo movimento dos direitos civis e como o que nomeou o primeiro juiz associado negro da corte máxima do país, fortalecendo o seu partido (Democrata) na disputa pelo votos dos cidadãos afro-americanos. Além disso, existe uma outra teoria que se baseia no fato de que Johnson nomeou o filho de Tom C. Clark, Ramsey Clark, como procurador-geral nessa mesma época. A razão oficial da renúncia de Tom a sua cadeira na Suprema Corte foi para evitar conflitos de interesses em seus julgamentos, porém também se diz que Johnson nomeou Ramsey para esse cargo para forçar Clark a sair da corte e assim deixar uma vaga aberta para que Marshall fosse indicado.
A oposição mais forte à indicação de Thurgood para ocupar um assento na Suprema Corte veio justamente de políticos democratas do sul dos Estados Unidos que eram segregacionistas, entre os que tiveram maior destaque estão: James Eastland, que liderou o processo e era o presidente do Comissão do Senado sobre o Judiciário, John McClellan e Strom Thurmond. A oposição a sua candidatura resultou em diversas tentativas mal sucedidas de provocar Marshall e de mostrá-lo como um juiz não qualificado para o cargo e em um debate acirrado que durou mais de cinquenta dias. A extensão desse processo resultou em possíveis intervenções do governo, tentando fazer com que esses senadores oposicionistas ao invés de votar "não" decidissem se abster na hora da votação, pois votar "sim" poderia causar reações negativas da base de apoio eleitoral desses senadores. Marshall uma vez descreveu a sua filosofia jurídica assim: "Você faz o que acha que é certo e deixa que a lei aja", uma declaração que seus críticos conservadores entendem como um sinal de amizade ao ativismo judicial.
Marshall foi confirmado como Juiz Associado pelo senado por 69 votos (37 democratas e 32 republicanos) a 11 com 20 abstenções (17 democratas e 3 republicanos) em 30 de agosto de 1967, sendo que todos os votos contrários foram de democratas sulistas. Thurgood Marshall foi empossado em uma cerimônia privada com o juiz associado Hugo Black no dia 2 de outubro de 1965. O presidente Johnson previu confidencialmente para uma biografa, Doris Kearns Goodwin, que muitas crianças negras iriam ser batizadas como "Thurgood" devido a sua escolha, uma previsão que não se concretizou.

## Suprema Corte

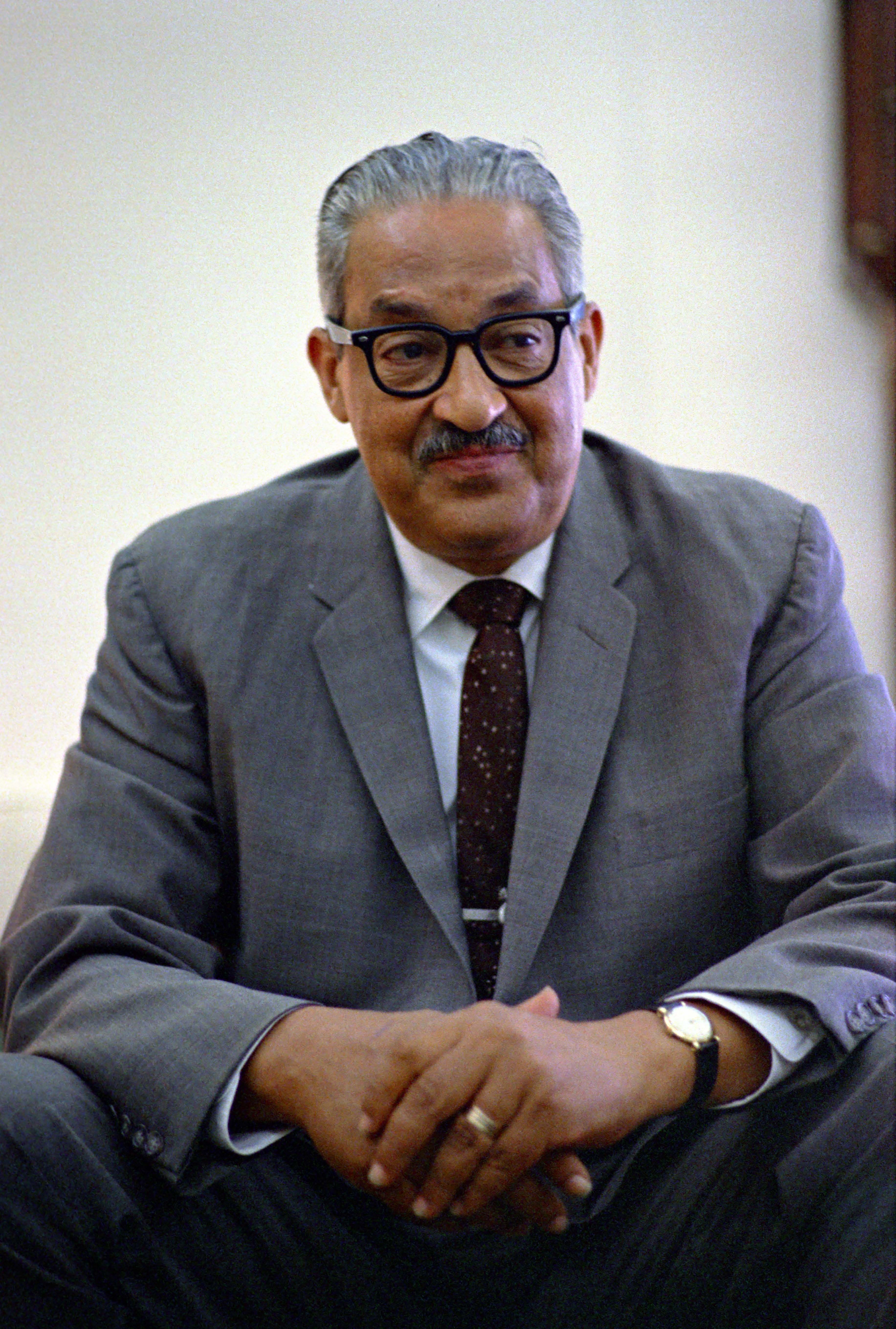
Thurgood Marshall no Salão Oval em 1967, ano em que se tornou juiz associado da Suprema Corte dos Estados Unidos.

Marshall permaneceu na Suprema Corte por quase 24 anos, servindo até sua aposentadoria em 1991. A Corte para a qual ele foi nomeado - a Corte Warren - tinha uma maioria liberal consistente, e a jurisprudência de Marshall era semelhante à de seus líderes, o chefe de justiça Earl Warren e o juiz associado William J. Brennan, embora ele tenha escrito poucas opiniões importantes durante este período devido à sua falta de antiguidade, ele normalmente estava na maioria. Como resultado de quatro indicações para a Suprema Corte pelo presidente Richard Nixon, no entanto, a maioria liberal desapareceu. O Tribunal sob o comando do juiz Warren E. Burger (a Corte Burger) não era tão conservador quanto alguns observadores previam, mas a tarefa de construir maiorias liberais caso a caso foi deixada principalmente para Brennan; as contribuições mais importantes de Marshall para o direito constitucional vieram da dissidência. O juiz deixou grande parte de seu trabalho para seus assessores (em inglês law clerks), preferindo determinar o resultado do caso e depois permitir que os assessores redigissem eles próprios o parecer. Ele se ressentia com as frequentes afirmações de que não trabalhava e passava o tempo assistindo a novelas diurnas; de acordo com Tushnet, que trabalhava para Marshall, a ideia de que ele "era um juiz preguiçoso desinteressado no trabalho da corte...é errada e talvez racista". O colega e amigo mais próximo de Marshall na Corte era Brennan, e os dois juízes concordavam com tanta frequência que os funcionários deles se referiam a eles em particular como "Justice Brennanmarshall". Ele também tinha grande consideração por Earl Warren, a quem descreveu como "provavelmente o maior Chefe de Justiça que já existiu".
Marshall consistentemente ficou do lado do bloco liberal da Suprema Corte, sendo um juiz de um histórico liberal que incluiu o amplo apoio à proteção constitucional dos direitos individuais, especialmente àquela prevista para suspeitos de praticarem crimes. De acordo com o estudioso William J. Daniels: "Sua abordagem da justiça era o realismo jurídico no estilo da Corte Warren...Em suas opiniões divergentes, ele enfatizou os direitos individuais, justiça fundamental, oportunidades iguais e proteção sob a lei, a supremacia da Constituição como a incorporação de direitos e privilégios, e a responsabilidade da Suprema Corte de desempenhar um papel significativo em dar sentido à noção de direitos constitucionais”. A jurisprudência de Marshall era pragmática e baseava-se em sua experiência no mundo real como advogado e afro-americano. Ele discordou da noção (favorecida por alguns de seus colegas conservadores) de que a Constituição deveria ser interpretada de acordo com o entendimento original dos Fundadores.
Thurgood Marshall se aposentou da Suprema Corte em 1991. Na coletiva de imprensa de sua aposentadoria em 28 de junho de 1991, expressou sua visão de que questões raciais não deveriam ser um fator na escolha de seu sucessor, e negou as alegações que circulavam na época de que ele estava se aposentando porque sentia raiva ou frustração da direção conservadora que a corte estava tomando. Alega-se que Marshall ficou infeliz com o fato do presidente George H. W. Bush ser o responsável por indicar o seu sucessor. Bush indicou Clarence Thomas para substitui-lo, Thomas também é afro-americano, porém suas opiniões possuem um viés mais conservador. Thomas e Marshall possuem visões antagônicas e linhas ideológicas opostas.

### Jurisprudência

##### Proteção igualitária e Direitos civis

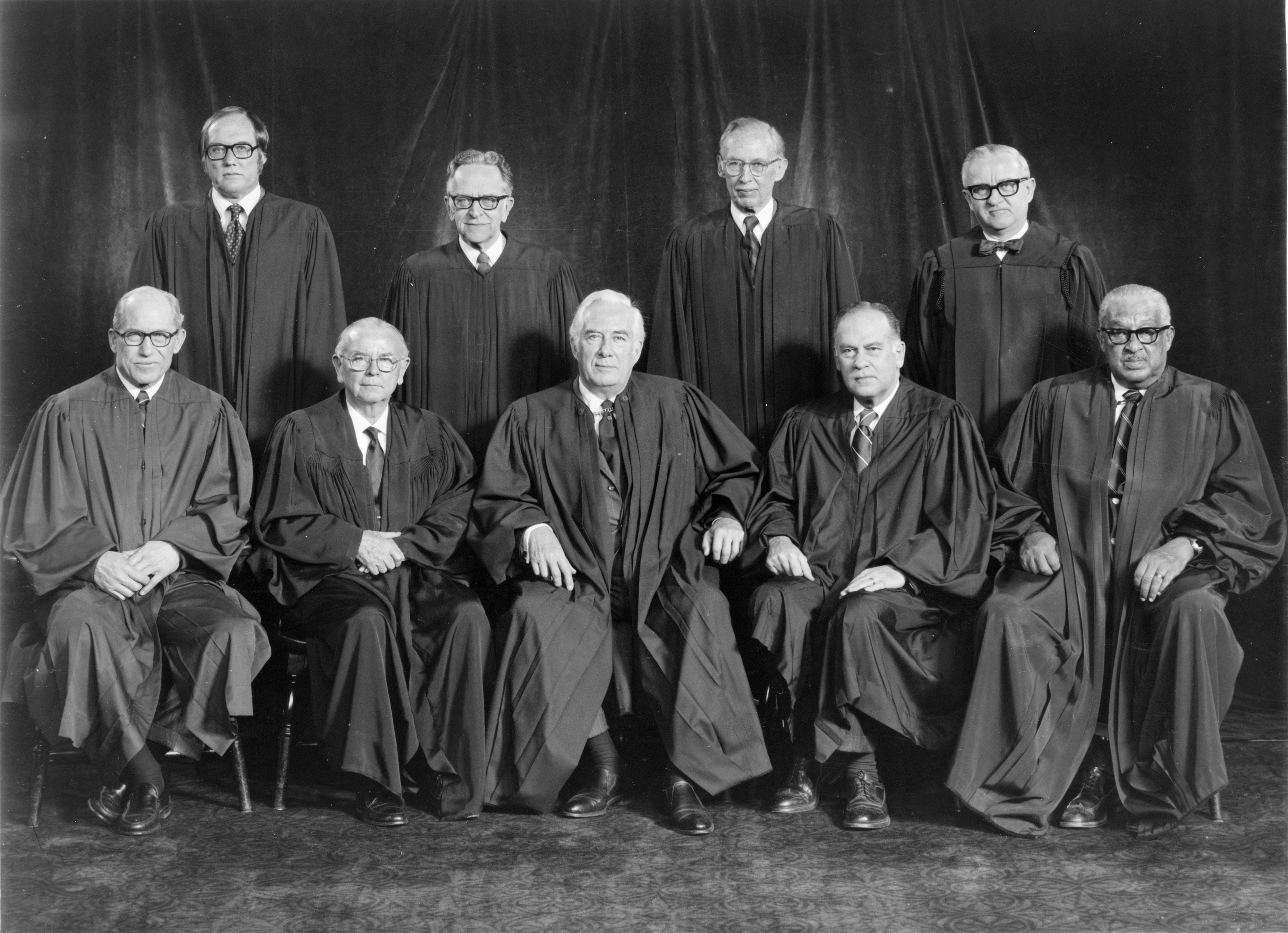
Juízes associados da Suprema Corte dos Estados Unidos em 1976. Marshall está na fileira de baixo, o primeiro à direita.

Uma das principais decisões da corte no campo dos direitos civis na Corte Warren foi Swann v. Charlotte-Mecklenburg Board of Education pois se tratava da constitucionalidade de medidas feitas pelo poder público para diminuir a segregação racial que ainda ocorria em algumas escolas, mesmo após a decisão de Brown v. Board of Education, mesmo quando essa segregação não ocorria devido ao fator racial como era no passado, mas devido à questões geográficas e demográficas, a decisão da corte foi completamente unânime em declarar que as medidas seriam constitucionais. Porém, à medida que a Corte se tornava cada vez mais conservadora, Marshall se viu discordando em vários casos relativos à discriminação racial.  Quando a maioria sustentou em Milliken v. Bradley que um tribunal inferior havia ido longe demais ao ordenar o uso de ônibus para reduzir os desequilíbrios raciais entre escolas em Detroit, ele discordou, criticando seus colegas pelo que considerava uma falta de determinação para implementar a dessegregação, mesmo quando feita com dificuldades e resistência pública. Em uma dissidência no caso City of Memphis v. Greene em que, de acordo com Tushnet, "[Marshall] demonstrou seu senso da realidade prática que formava o contexto para questões legais abstratas", ele argumentou que o fechamento de uma rua seria inconstitucional pois isso deixaria mais difícil para os residentes de uma comunidade afro-americana chegarem a um parque da cidade, e isso enviava "uma mensagem simbólica clara e poderosa" aos negros "de que, por causa de sua raça, eles deveriam ficar fora do enclave totalmente branco...e deveriam, em vez disso, seguir o caminho mais longo". Marshall sentiu que a ação afirmativa era necessária e constitucional; em uma opinião em Regents of the University of California v. Bakke, ele comentou que era "mais do que um pouco irônico que, depois de várias centenas de anos de discriminação de classe contra os negros, a corte não está disposta a sustentar que um remédio de classe para essa discriminação é permissível". Em uma dissidência em City of Richmond v. J.A. Croson Co., ele rejeitou a decisão da maioria de derrubar um programa de ação afirmativa para empreiteiros do governo, afirmando que "não acredita que esta nação esteja perto de erradicar a discriminação racial ou seus vestígios".
A contribuição mais influente de Marshall para a doutrina constitucional foi sua abordagem de "escala móvel" para a Cláusula de proteção igualitária, que postulava que o judiciário deveria avaliar a constitucionalidade de uma lei equilibrando seus objetivos contra seu impacto sobre grupos e direitos. Em sua dissidência em Dandridge v. Williams, um caso em que a maioria sustentou o teto feito por Maryland de 250 dólares por mês em pagamentos de bem-estar contra alegações de que era insuficiente para famílias grandes, ele argumentou que a revisão de base racional não era apropriada em casos envolvendo "os interesses literalmente vitais de uma minoria impotente". No que Cass Sunstein descreveu como a maior opinião do juiz, Marshall discordou quando o a corte referendou em San Antonio Independent School District v. Rodriguez um sistema no qual as escolas locais eram financiadas principalmente por meio de impostos sobre a propriedade, argumentando que a política (que significava que os distritos escolares mais pobres obtinham menos dinheiro do que os mais ricos) resultava em discriminação inconstitucional. Sua dissidência em Harris v. McRae, em que a corte manteve a proibição da Emenda Hyde para o uso de fundos do Medicaid para pagar abortos, repreendeu a maioria por aplicar um "catecismo implacavelmente formalista" que falhou em levar em conta o "fardo esmagador sobre as mulheres indigentes". Embora a abordagem de escala móvel de Marshall nunca tenha sido adotada pela Corte como um todo, a jurista Susan Low Bloch comenta que "sua crítica consistente parece ter estimulado a Corte a uma flexibilidade um pouco maior".

#### Procedimento criminal e pena de morte
Marshall apoiou as decisões constitucionais do Tribunal de Warren sobre direito penal, e ele escreveu a opinião do Tribunal em Benton v. Maryland, que sustentava que a proibição constitucional de dupla incriminação se aplicava aos estados. Após as aposentadorias de Warren e do juiz Hugo Black, no entanto, "Marshall ficou continuamente chocado com a recusa" das Cortes Burger e Rehnquist "em responsabilizar a polícia e os envolvidos no sistema de justiça criminal para que agissem de acordo com a linguagem e o espírito das garantias processuais fundamentais", segundo Ball. Ele favoreceu uma interpretação firme da exigência de mandados judiciais na Quarta Emenda e se opôs a decisões que faziam exceções a essa disposição; em United States v. Ross, por exemplo, ele discordou indignado quando a corte manteve uma condenação baseada em evidências descobertas durante uma busca sem mandado de contêineres encontrados em um automóvel. Marshall sentiu fortemente que a Advertência de Miranda deveria ser expandida e totalmente aplicada. Em casos envolvendo a Sexta Emenda, ele argumentou que os réus devem ter advogados competentes; na sua dissidência em Strickland v. Washington, Marshall (discordando de Brennan) rejeitou a conclusão da maioria de que os réus devem provar preconceito na assistência ineficaz de advogados.
Marshall se opôs fervorosamente à pena capital durante todo o seu tempo na Corte, argumentando que era cruel e incomum e, portanto, inconstitucional sob a Oitava Emenda. Ele era o único juiz associado com experiência considerável em defender aqueles acusados de crimes com pena capital, e ele expressou preocupação com o fato de que as injustiças nos casos de pena de morte não poderiam ser remediadas, muitas vezes comentando: "A morte é tão duradoura". Em Furman v. Georgia, um caso no qual o Tribunal derrubou os estatutos da pena capital que estavam em vigor na época, Marshall escreveu que a pena de morte era "moralmente inaceitável para o povo dos Estados Unidos neste momento de sua história" e que "cai sobre os pobres, os ignorantes e os membros desprivilegiados da sociedade". Quando a corte em Gregg v. Georgia sustentou novas leis de pena de morte que exigiam que os júris considerassem circunstâncias agravantes e atenuantes, ele discordou, descrevendo a pena capital como uma "selvageria vestigial" que era imoral e violava a Oitava Emenda.  Posteriormente, Marshall e Brennan discordaram em todas as instâncias em que o Tribunal se recusou a revisar uma sentença de morte, escrevendo mais de 1 400 dissidências que diziam: "Aderindo aos nossos pontos de vista que a pena de morte é em todas as circunstâncias uma punição cruel e incomum proibida pela Oitava e Décima Quarta Emendas, concederíamos certiorari e anularíamos a sentença de morte neste caso".

#### Primeira Emenda
De acordo com Ball, Marshall achava que os direitos protegidos pela Primeira Emenda eram os princípios mais importantes da Constituição e que só podiam ser restringidos por razões extremamente convincentes. Em uma opinião de 1969 em Stanley v. Georgia, ele sustentou que era inconstitucional criminalizar a posse de material obsceno. Para o Tribunal, ele reverteu a condenação de um homem da Geórgia acusado de posse de pornografia, escrevendo: "Se a Primeira Emenda significa alguma coisa, significa que um Estado não deve dizer a um homem, sentado sozinho em sua própria casa, que livros ele pode ler ou que filmes ele pode assistir". Em Amalgamated Food Employees Union Local 400 v. Logan Valley Plaza, ele escreveu para o Tribunal que os manifestantes tinham o direito de fazer piquetes em propriedades privadas abertas ao público - uma decisão que foi efetivamente anulada (apesar da dissidência de Marshall) quatro anos depois em Lloyd Corporation v. Tanner. Ele enfatizou a igualdade em suas opiniões sobre liberdade de expressão, escrevendo em Chicago Police Dept. v. Mosley que "acima de tudo, a Primeira Emenda significa que o governo não tem poder para restringir a expressão por causa de suas mensagens, suas ideias, seu assunto ou seu conteúdo". Fazendo comparações com protestos anteriores pelos direitos civis, Marshall discordou vigorosamente em Clark v. Community for Creative Non-Violence, um caso no qual a corte decidiu que o governo poderia proibir indivíduos sem-teto de protestar contra a pobreza dormindo durante a noite na Praça Lafayette; embora Burger tenha criticado suas reivindicações como tentativas "frívolas" de "banalizar" a Constituição, Marshall argumentou que os manifestantes estavam envolvidos em um discurso simbólico constitucionalmente protegido.
Marshall juntou-se à maioria em Texas v. Johnson e United States v. Eichman, dois casos em que a Corte considerou que a Primeira Emenda protegia o direito de queimar a bandeira americana. Ele favoreceu a separação total entre igreja e estado, discordando em Lynch v. Donnelly quando a corte aceitou a exibição de um presépio em uma cidade e se juntou à maioria em Wallace v. Jaffree para derrubar uma lei do Alabama sobre orações nas escolas. Sobre a questão do livre exercício da religião, Marshall votou com a maioria em Wisconsin v. Yoder para sustentar que uma lei de frequência escolar não poderia ser constitucionalmente aplicada aos Amish, e ele se juntou à dissidência do juiz Harry Blackmun quando no caso Employment Division v. Smith a corte sustentou uma restrição aos usos religiosos do peiote e cerceou o padrão de escrutínio estrito de Sherbert v. Verner. Na opinião de J. Clay Smith Jr. e Scott Burrell, o juiz era "um defensor inflexível das liberdades civis", cujo "compromisso com os valores da Primeira Emenda foi aprimorado ao perceber as consequências históricas de estar no lado mais fraco e pobre do poder".

#### Privacidade
Na visão de Marshall, a Constituição garante a todos os cidadãos o direito à privacidade; ele sentiu que, embora a Constituição não mencionasse expressamente tal direito em nenhum lugar, ele poderia ser inferido de várias disposições da Declaração de Direitos. Ele se juntou à maioria em Eisenstadt v. Baird para derrubar um estatuto que proibia a distribuição ou venda de contraceptivos para pessoas solteiras, e discordou da decisão da maioria em Cruzan v. Director, Missouri Department of Health, de que a Constituição não protege o direito de morrer. O caso Estados Unidos v. Corte distrital dos Estados Unidos lidou com os limites que o Estado teria que obedecer ao iniciar uma operação de combate a possíveis ameaças internas à segurança nacional, a decisão da corte foi unânime (com a abstenção de William Rehnquist), em considerar que o governo teria a obrigação de esperar por um mandato judicial para fazer esse tipo de abordagem em qualquer caso.
Sobre a questão do direito ao aborto, o autor Carl Rowan comenta que "nenhum juiz associado jamais apoiou o direito de escolha de uma mulher de forma tão inflexível quanto Marshall".  Ele se juntou à opinião de Blackmun para a corte em Roe v. Wade, que sustentou que a Constituição protegia o direito da mulher de fazer um aborto, e ele consistentemente votou contra leis estaduais que buscavam limitar esse direito em casos como Maher v. Roe, H. L. v. Matheson, Akron v. Akron Center for Reproductive Health, Thornburgh v. American College of Obstetricians & Gynecologists e Webster v. Reproductive Health Services.
O caso Bowers v. Hardwick foi iniciado devido a uma lei da sodomia que estava em vigor na Geórgia (ainda existiam leis desse tipo em 24 estados do país na época) e discutiu a constitucionalidade desse tipo de lei. O resultado desse julgamento resultou em cinco votos pela constitucionalidade dessas leis e quatro votos para considerá-las inconstitucionais, com Thurgood sendo um dos juízes que votou contra a constitucionalidade, defendendo que o direito a privacidade também era válido para os homossexuais. O entendimento desse caso foi revertido no caso Lawrence v. Texas.

#### Outras questões
Durante seu tempo na Suprema Corte, Marshall participou de mais de 3 400 casos e escreveu 322 opiniões majoritárias. Marshall escreveu várias decisões influentes nas áreas de direito societário e direito de valores mobiliários, um exemplo é o caso TSC Industries, Inc. v. Northway, Inc., onde Thurgood articulou uma fórmula para o padrão de materialidade nas leis de segurança dos Estados Unidos que é utilizada até hoje. No caso Cottage Savings Association v. Commissioner of Internal Revenue, focou a sua análise nas consequências ao imposto de renda da Crise de Poupanças e Empréstimos, e permitiu que uma associação de poupanças e empréstimos reduzisse as suas perdas deduzindo-as no cálculo do imposto.
No caso Teamsters v. Terry, onde argumentou que um julgamento por júri era necessário, e assegurado nos preceitos da Sétima Emenda, em um processo contra um sindicato por brechas no dever de representação justa. No caso Personnel Administrator MA v. Feeney, Marshall escreveu sua opinião dissidente dizendo que uma lei que dava preferência de contratação a veteranos do que a iniciantes era inconstitucional porque ela causava um grande impacto para as mulheres. Suas opiniões envolvendo jurisdição pessoal, como Shaffer v. Heitner, foram pragmáticas e enfatizaram a importância das fronteiras estaduais. De acordo com Tushnet, Marshall era "o especialista liberal da Corte em direito nativo americano"; ele se esforçou para proteger os nativos americanos da ação regulatória por parte dos estados. Ele favoreceu uma interpretação rígida dos requisitos processuais, dizendo em um caso que "as regras significam o que dizem" - uma posição que, na visão de Tushnet, foi motivada pelo "traço tradicionalista" do juiz Marshall.
Thurgood Marshall era juiz associado quando ocorreu o julgamento do caso histórico Estados Unidos v. Nixon de 1974, em que a Suprema Corte decidiu de maneira unânime que o presidente dos Estados Unidos, na época Richard Nixon, não poderia usar o privilégio executivo como uma desculpa para reter evidências comprovadamente relevantes em um julgamento criminal. O juiz William Rehnquist se absteve de votar nesse caso.

### Discurso do Bicentenário
Em 1987, Marshall deu um discurso considerado controverso na ocasião do Bicentenário da Constituição dos Estados Unidos. Nesse discurso Marshall fez diversas críticas à maneira como a comemoração estava sendo feita, considerando que os trabalhos da comissão do bicentenário comandada por Warren E. Burger ''davam para a celebração a tendência de simplificar e subestimar os muitos outros eventos que foram instrumentais para as nossas conquistas como nação''. Thurgood também fez declarações contestando a ideia de que os pais fundadores poderiam ser considerados pessoas com sabedoria destacável e elevado senso de justiça para os padrões do século XX, se baseando no fato de que, originalmente, a constituição não dava a mulheres e negros o direito ao voto e legalizava a escravidão.
O governo que concebeu [a constituição] era defeituoso desde o início, o que exigia várias alterações, uma guerra civil e as grandes transformações sociais para atingir o sistema de governo constitucional e seu respeito pelas liberdades e direitos individuais que temos como fundamental hoje.
Em conclusão ao discurso, ele declarou:
Alguns podem com mais calma comemorar o sofrimento, a luta e o sacrifício que triunfaram sobre o que havia de errado com o documento original, e observar o aniversário com esperanças não realizadas e promessas não cumpridas. Eu planejo comemorar o bicentenário da Constituição como um documento vivo, incluindo a Declaração de Direitos e as outras alterações que protegem as liberdades individuais e os direitos humanos.
Thurgood Marshall era adepto da teoria da constituição vivente, ou seja, acreditava que o texto constitucional poderia ser alterado para se adequar aos valores sociais de uma geração posterior à geração que criou o documento original, e deixou isso bem claro no discurso do bicentenário revelando sua insatisfação com o tempo que se demorou para abolir a escravidão no país e para se encerrar a segregação racial pelo poder público. A teoria oposta a de Marshall é conhecida como textualismo, sendo esta a abordagem de seu sucessor como juiz associado da Suprema Corte.

## Constituição do Quênia
Entre 1959 e 1963, Thurgood Marshal teve um papel significativo no processo para tornar o Quênia, então uma colônia do Reino Unido, um país independente. A decisão da Suprema Corte de colocar um fim na segregação racial nos Estados Unidos no caso Brown v. Board of Education havia sido uma fonte de inspiração para movimentos pela independência das colônias europeias na África e um dos lideres do processo de descolonização do Quênia, Tom Mboya, havia viajado para os Estados Unidos em 1956 para falar sobre as lutas por independência na África, relacionando-as à Independência dos Estados Unidos e dizendo como os valores da democracia estado-unidense os influenciavam. Mboya se tornou uma fonte de inspiração para cidadãos africanos e para afro-americanos nos Estados Unidos.
Em 1959, Thurgood se reuniu com Mboya, que o convidou para visitar o Quênia e a elaborar uma carta de direitos para a Constituição do país. Marshall visitou o Quênia em janeiro de 1960, e após pressão do governo britânico para impedi-lo de atuar no processo, deixou o Quênia e foi para Londres para fazer lobby pela independência da então colônia. Thurgood elaborou um documento para a Constituição do novo país tentando garantir mecanismos de proteção às minorias locais, que eram compostas por brancos e asiáticos.
Todas as pessoas são iguais perante a lei e são garantidos sem qualquer discriminação ou distinção de nenhum tipo; tais como raça, cor, sexo, língua, religião, qualquer opinião política ou de outra natureza, origem nacional ou social, propriedade, nascimento ou qualquer outro status a ter proteção igualitária da lei. Preâmbulo da Carta de Direitos feita por Marshall.
O documento também tinha em seu texto menções sobre liberdades civis, o direito de votar, a educação e a liberdade de imprensa. Apesar da influência da Constituição dos Estados Unidos nos valores que moviam o processo de independência do Quênia, Thurgood Marshall não utilizou esta como um modelo para o texto que escreveu, ao invés disso, procurou se basear na Declaração Universal dos Direitos Humanos e nas Constituições da Nigéria e da Malásia. Quando a Constituição do Quênia foi oficializada em 1963, a maior parte do texto de Marshall foi incluído nela. Após esse processo, foi considerado um conselheiro querido de lideres britânicos e quenianos. Thurgood chegou a viajar para o Quênia várias vezes em sua vida e teve uma relação próxima com o primeiro presidente do país, Jomo Kenyatta.

## Vida pessoal

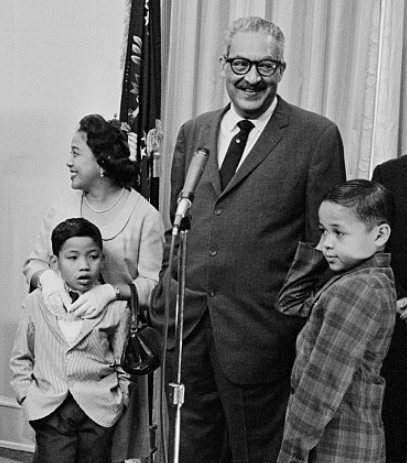
Marshall com sua esposa Cissy e os dois filhos do casal, John (esquerda) e Thurgood Jr. (direita), em 1965

Marshall se casou duas vezes, a primeira foi com Vivien "Buster" Burey em 4 de setembro de 1929. Vivian conheceu Thurgood quando ela tinha dezessete anos e era caloura na Universidade da Pensilvânia e ele estava no seu último ano da Universidade Lincoln com vinte e um. Viven foi quem fez com que Thurgood levasse seus estudos na Universidade Lincoln mais a sério. Vivien morreu de câncer em fevereiro de 1955, no mesmo dia de seu aniversário de quarenta e quatro anos; ela escondeu de Thurgood sobre o seu estado de saúde para que isso não interferisse no trabalho dele. Thurgood Marshall e Vivien Burey não tiveram filhos juntos, sendo que ela sofreu alguns abortos espontâneos durante o casamento.
Após a morte de Vivian, Marshall se casou com Cecilia Suyat em 17 de dezembro de 1955. Cecilia nasceu em 1928, no Havaí e seus pais eram imigrantes filipinos que começaram a viver no estado em 1910. Cecília passou a viver em Nova Iorque em 1948 e estudou taquigrafia na Universidade de Columbia e assim iniciou o seu trabalhos na NAACP, ela terminou se tornando uma ativista da organização e conheceu Thurgood em 1954. Marshall e Cecilia foram casados até a morte de Marshall em 1993 e tiveram dois filhos juntos: Thurgood Marshall Jr., um antigo assessor do presidente Bill Clinton; e John W. Marshall, um antigo diretor do Serviço de Delegados dos Estados Unidos (U.S. Marshals) e Secretário de Segurança Pública da Virginia.
Marshall era um membro ativo da Igreja Episcopal e serviu como delegado na convenção da igreja em 1964, saindo depois que uma resolução para reconhecer o direito de desobedecer leis imorais segregacionistas foi rejeitada. Ele era um maçom de Prince Hall, participando de reuniões e rituais. A juíza Sandra Day O'Connor, que esteve com Marshall na Suprema Corte por uma década, escreveu que "era raro durante nossas deliberações na conferência que ele não compartilhasse uma anedota, uma piada ou uma história"; embora O'Connor inicialmente tratasse as histórias como "diversões de boas vindas", mais tarde ela "percebeu que por trás da maioria das anedotas havia um ponto legal relevante".

## Honrarias

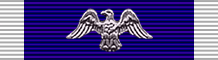
A fita da Medalha Presidencial da Liberdade, um prêmio que foi entregue postumamente a Thurgood Marshall em 1993.

Em 1946, Thurgood Marshall foi premiado com a Medalha Spingarn, uma medalha de ouro que é entregue anualmente pela Associação Nacional para o Avanço das Pessoas de Cor (NAACP) para premiar "a mais alta e nobre conquista por um afro-americano vivo durante o ano anterior ou os anos anteriores". O prêmio é dado somente a um descente de africanos que possuir cidadania estado-unidense.
Thurgood Marshall também foi um dos ganhadores do Four Freedoms Award de 1991. Esse prêmio é dado uma vez por ano para cinco pessoas e foi feito em homenagem ao ex-presidente dos Estados Unidos Franklin Roosevelt em 1982 pela fundação com o seu nome. O prêmio possui quatro categorias que são as quatro liberdades estabelecidas por Franklin no discurso das quatro liberdades em 6 de janeiro de 1941 e uma quinta categoria chamada de Medalha da Liberdade, sendo esta na qual Thurgood venceu.
Thurgood Marshall também recebeu a Philadelphia Liberty Medal, que é dada anualmente pelo National Constitution Center, em 4 de julho de 1992, devido a sua "longa história defendendo e protegendo os direitos individuais e as liberdades da nossa nação de acordo com a Constituição e assegurando a igualdade jurídica entre os americanos de todas as raças e credos". A medalha foi criada em 1989 para premiar "homens e mulheres de coragem e convicção que têm lutado para assegurar as bençãos da liberdade para pessoas ao redor do globo". Em 1992, Thurgood Marshall também recebeu a Medalha Benjamin Franklin por Serviço Público de Destaque, uma medalha que é concedida, desde 1987, para premiar personalidades que realizaram contribuições excepcionais pelo bem comum; entre outros membros da Suprema Corte que já receberam o prêmio nessa categoria, destacam-se a ex-Juíza Associada Sandra Day O'Connor e o ex-Chefe de Justiça Warren E. Burger.
Em 30 de novembro de 1993, pouco mais de dez meses após a sua morte, o presidente dos Estados Unidos, Bill Clinton, concedeu postumamente a Thurgood Marshall a Medalha Presidencial da Liberdade. A Medalha Presidencial da Liberdade é um prêmio criado por John F. Kennedy em 1963 para premiar pessoas que o presidente dos Estados Unidos considera ter feito "contribuições excepcionais para a segurança ou os interesses nacionais dos Estados Unidos, para a paz mundial, para a cultura ou qualquer outro esforço significativo nas esferas pública e privada".

## Morte

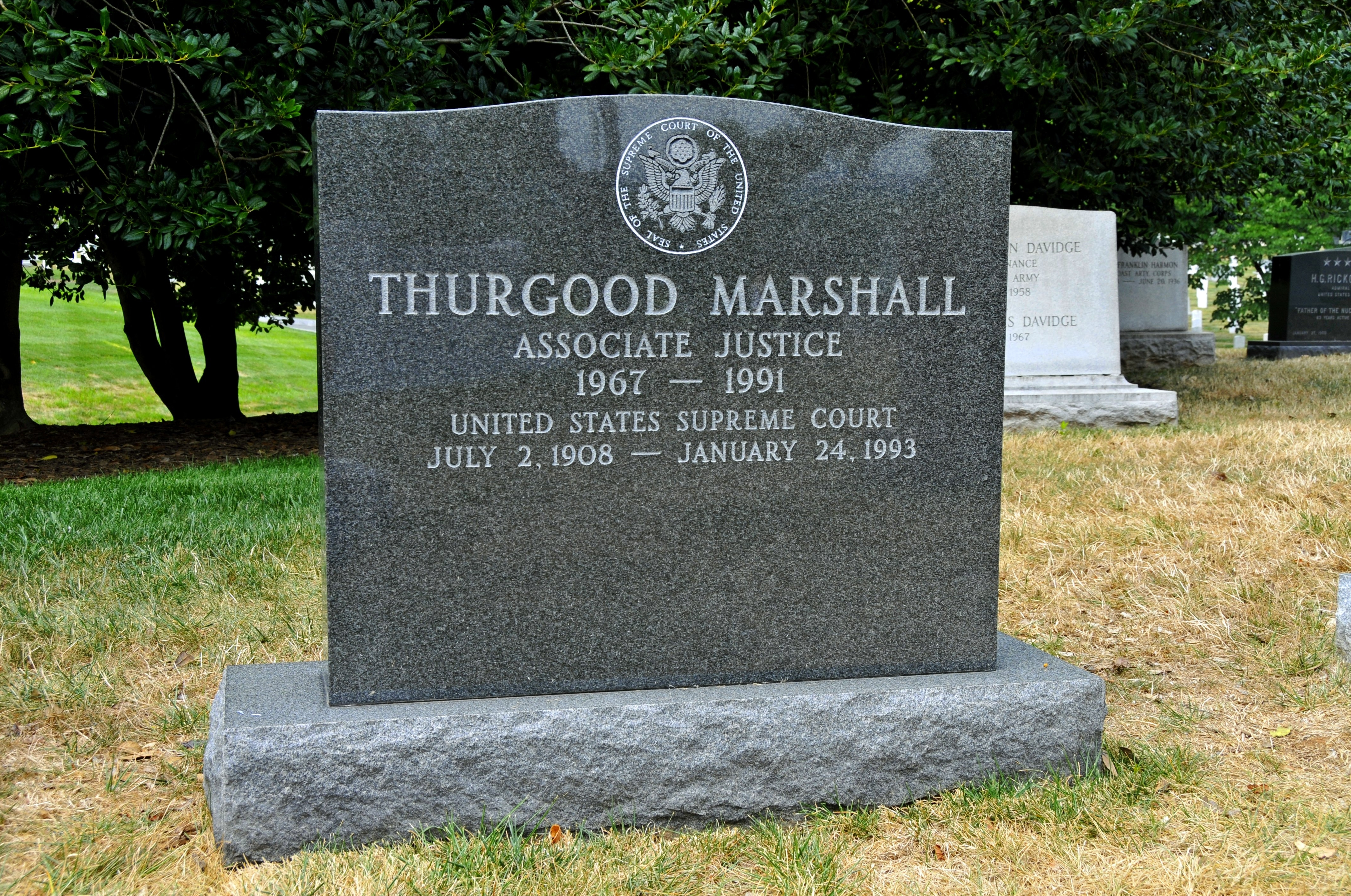
Sepultura de Marshall no Cemitério Nacional de Arlington.

Marshall faleceu de ataque cardíaco no Hospital Militar Nacional de Walter Reed em Bethesda, Maryland, as 14h58min em 24 de janeiro de 1993, aos 84 anos. No dia 27 de janeiro de 1993, em seu velório no Edifício da Suprema Corte o número de pessoas que compareceram foi de aproximadamente vinte mil pessoas, e no seu caixão foi deixada uma cópia do seu testemunho no caso Brown v. Board of Education.
Uma cerimônia fúnebre foi realizada no dia 28 na Catedral Nacional de Washington, o evento contou com a presença de quatro mil pessoas, entre elas o presidente e o vice-presidente dos Estados Unidos na época, e o chefe de justiça William Rehnquist, que fez um discurso dizendo: "Com certeza, nenhum indivíduo fez mais para tornar essas palavras [Justiça igual para todos] realidade do que Thurgood Marshall"; foi sepultado no Cemitério Nacional de Arlington em um funeral privado e sua sepultura se localiza próxima as de outros juízes associados, que são: Oliver Wendell Holmes, Jr. William O. Douglas, William J. Brennan e Potter Stewart.

## Legado
De acordo com o estudioso Daniel Moak, Marshall "moldou profundamente a direção política dos Estados Unidos", "transformou a lei constitucional" e "abriu novas facetas da cidadania para os negros americanos". Para Tushnet, ele foi "provavelmente o advogado americano mais importante do século XX"; na visão do cientista político Robert C. Smith, ele foi "um dos maiores líderes da história da luta afro-americana por liberdade e igualdade". Uma pesquisa de 1999 com cientistas políticos negros listou Marshall como um dos dez maiores líderes afro-americanos da história; os painelistas o descreveram como o "maior jurista do século XX" e afirmaram que ele "liderou a criação das bases legais do movimento pelos direitos civis". Os estudiosos da Suprema Corte não avaliaram Marshall tão bem quanto alguns de seus colegas: embora sua carreira jurídica anterior à Suprema Corte e seu firme liberalismo tenham recebido ampla aprovação, a percepção de que ele não tinha influência substancial sobre seus colegas juízes prejudicou sua reputação. Na opinião de Abraham, "ele foi um dos maiores advogados públicos da América, mas não foi um grande juiz da Suprema Corte". Uma pesquisa de 1993 com estudiosos jurídicos descobriu que Marshall foi classificado como o décimo sétimo maior juiz da Suprema Corte - uma classificação que, embora ainda mais baixa do que a de seus colegas juízes liberais, foi substancialmente mais alta do que a registrada em uma pesquisa anterior.
Entre os vários aprendizes de Thurgood Marshall havia advogados que também se tornaram juízes, como Douglas Ginsburg do Circuito de Cortes de Apelações do Distrito de Columbia; Ralph Winter do Segundo Circuito de Cortes de Apelação dos Estados Unidos; a atual Juíza Associada da Suprema corte Elena Kagan; assim como os notáveis professores de direito Susan Low Bloch, Elizabeth Garrett (Presidente da Universidade Cornell), Paul Gewirtz, Dan Kahan, Randall L. Kennedy, Eben Moglen, Rick Pildes, Louis Michael Seidman, Cass Sunstein, e Mark Tushnet (editor do livro Thurgood Marshall: His Speeches, Writings, Arguments, Opinions and Reminiscences); e os decanos de escolas jurídicas, Paul Mahoney da Escola jurídica da Universidade de Virginia, Martha Minow da Escola jurídica de Harvard, e Richard Revesz da Escola jurídica da Universidade de Nova Iorque.
Marshall deixou todas as suas anotações pessoais na Biblioteca do Congresso. O bibliotecário do Congresso, James H. Billington, deixou os arquivos de Marshall serem usados por estudiosos, jornalistas e pelo público, insistindo que era desse jeito que Marshall queria. A família de Marshall e muitos dos seus associados próximos foram contra a decisão. A decisão de tornar os documentos públicos foi apoiada pela American Library Association, que emitiu uma declaração pública em 4 de junho de 1993. Uma lista dos manuscritos arquivados está disponível.

### Homenagens

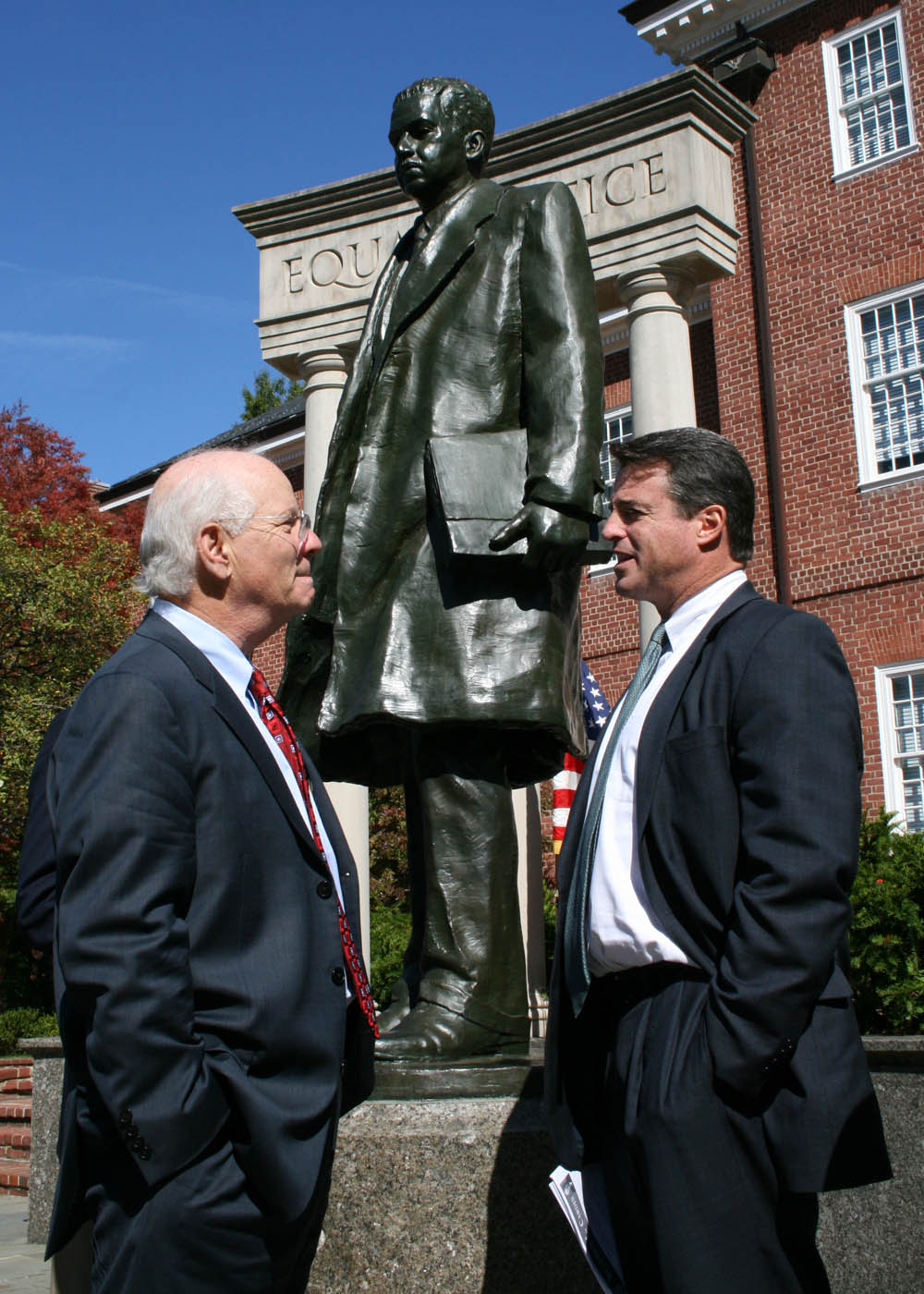
O senador americano, Ben Cardin (esquerda) conversando com o Procurador-Geral de Maryland (direita), Doug Gansler perto de uma estátua de Thurgood Marshall (outubro de 2007).

Existem várias homenagens a Marshall. Uma delas é uma estatua de oito-pés de altura construída na praça dos advogados, adjacente a sede do governo de Maryland. A estatua, inaugurada em 22 de outubro de 1996, demonstra Marshall como um jovem advogado e fica apenas alguns metros de onde o antigo prédio da Suprema corte de Maryland ficava; a corte onde Marshall argumentou sobre casos de discriminação que levaram à decisão do caso Brown. O prédio oficial para o sistema de cortes federal, localizado na Colina do Capitólio em Washington, é nomeado em homenagem ao Juiz Associado Marshall e contêm uma estatua deste no saguão. Em 1976, a Universidade do Sudeste do Texas renomeou a sua escola jurídica para homenageá-lo. Em 1980, a Escola jurídica da Universidade de Maryland abiu uma nova Biblioteca que se chama Thurgood Marshall Law Library. Em 2000, o histórico prédio da Associação Cristã de Moços localizado em Shaw, foi renomeado para Centro Thurgood Marshall. O maior aeroporto nos subúrbios de Baltimore e Maryland em Washington, foi renomeado para Aeroporto Internacional de Baltimore-Washington Thurgood Marshall em 1 de outubro de 2005. Na convenção geral da Igreja Episcopal de 2009 o nome de Marshall foi adicionado no calendário litúrgico de "mulheres sagradas, homens sagrados: celebrando os santos", determinando-se que o seu dia de celebração fosse 17 de maio. Um ano depois, Nova Iorque definiu esse mesmo dia como o "Dia de Thurgood Marshall", por seu trabalho bem sucedido para integrar alunos afro-americanos em uma escola local. Sua filiação da fraternidade Alpha Phi Alpha na Universidade Lincoln foi memorizada em uma escultura do artista Alvin Pettit em 2013. A Universidade da Califórnia em San Diego, renomeou sua terceira faculdade para Thurgood Marshall em 1993.
Em 2006, Thurgood, uma peça de teatro escrita por George Stevens, Jr., foi apresentada Westport Country Playhouse, a peça estrelou James Earl Jones e foi dirigida por Leonard Foglia. Mais tarde essa peça foi exibida na Broadway no Teatro Booth em 30 de abril de 2008, estrelando Laurence Fishburne. Em 24 de fevereiro de 2011, a HBO fez um filme dessa peça em que Fishburne se apresentou no John F. Kennedy Center for the Performing Arts. A produção foi descrita pelo Baltimore Sun como "uma das discussões raciais mais honestas, informadas e empolgantes que você verá na TV". Em 16 de fevereiro de 2011, uma exibição do filme foi feita na Casa Branca como parte das celebrações do Mês da História Negra. Uma pintura de Thurgood Marshall feita por Chaz Guest foi pendurada na Casa Branca durante o governo Obama. Marshall é interpretado por Chadwick Boseman no filme Marshall, que tem sua história centrada no caso State of Connecticut v. Joseph Spellwhich. O filme foi lançado em outubro de 2017.

#### Busto no Capitólio dos Estados Unidos
Em 2020, após protestos antirracistas que se iniciaram após a morte de George Floyd, diversas homenagens a figuras consideradas controversas da história (principalmente as relacionadas ao racismo e à escravidão) passaram a ser contestados por participantes e simpatizantes dessas manifestações. Isso resultou tanto em atos de vandalismo em monumentos (principalmente estatuas) dessas pessoas, com o mais notável deles sendo a derrubada de uma estátua de Edward Colston em Bristol (Reino Unido), quanto em um ativismo para que esses monumentos fossem retirados e/ou substituídos e para que objetos, locais ou instituições nomeadas em homenagem a essas figuras históricas fossem alterados.
Em março de 2020 foi apresentado na Câmara dos Representantes um projeto de lei que pedia a remoção de um busto do ex-juiz associado e chefe de justiça da Suprema Corte Roger B. Taney, localizado na Old Supreme Court Chamber, e a sua substituição por um busto de Thurgood Marshall. Taney é conhecido por ter sido o relator da decisão do Caso Dred Scott, onde a corte decidiu por sete votos a dois que pessoas negras, ou afro-americanas, não poderiam se tornar cidadãs dos Estados Unidos. Apesar disso, esse projeto nunca foi votado; porém, devido a eclosão dos protestos antirracistas pelo país, um novo projeto de lei foi apresentado em julho daquele ano defendendo não apenas a substituição do busto de Roger Taney por um de Marshall, mas também a remoção de estatuas de líderes confederados do Capitólio. Esse projeto foi aprovado Câmara com 305 votos a favor e 113 contra em 22 de julho de 2020. Ele ainda precisaria passar pelo senado e ser sancionado pelo presidente dos Estados Unidos.

### Prêmios
Em 1992, a American Bar Association criou o prêmio anual Thurgood Marshall, que é dado para pessoas do ramo jurídico que a associação considera terem feito "contribuições duradouras para os direitos civis, as liberdades individuais e os direitos humanos" nos Estados Unidos. O prêmio é dado a juristas que tenham realizado atividades significativas nesse sentido durante um período de pelo menos dez anos, membros da associação também têm o direito de indicar nomeações para o prêmio e este não pode ser dado postumamente.
Entre as pessoas que ganharam esse prêmio estão Oliver White Hill, um advogado que lutou pelos direitos civis e recebeu a Medalha Presidencial da Liberdade em 1999, a juíza associada Ruth Bader Ginsburg e os ex-procuradores gerais Janet Reno e Eric Holder. Entre as pessoas que apresentaram a cerimônia de premiação estão o ex-juiz associado John Paul Stevens; o ex-representante dos Estados Unidos nas Nações Unidas, Andrew Young; o membro da Câmara dos Representantes pelo estado da Geórgia, John Lewis; os ex-governadores do Mississippi e do Havaí, William Winter e Neil Abercrombie respectivamente; o ex-Conselheiro da Casa Branca, Abner J. Mikva e o jurista Scott Turow.
Em 1993, a Assembleia Legislativa de Porto Rico criou um outro prêmio, que é dado ao melhor estudante de direitos civis em cada uma das quatro escolas jurídicas de Porto Rico. Esse prêmio inclui 500 dólares em dinheiro. Os ganhadores são selecionados pelo procurador-geral de Porto Rico.

### Livros
- Abraham, Henry J. (1999). Justices, Presidents, and Senators: A History of the U.S. Supreme Court Appointments from Washington to Clinton. Lanham: Rowman & Littlefield
- Aldred, Lisa; Wagner, Heather L. (2009). Thurgood Marshall. Nova Iorque: Infobase Publishing. ISBN 9781438101002
- Ball, Howard (1998). A Defiant Life: Thurgood Marshall and the Persistence of Racism in America. Nova Iorque: Crown Publishers. ISBN 9780517599310
- Beito, David T.; Beito, Linda R. (2009). Black Maverick: T.R.M. Howard's Fight for Civil Rights and Economic Power. Champaign: University of Illinois Press. ISBN 9780252034206
- Bland, Randall W. (1993). Private Pressure on Public Law: The Legal Career of Justice Thurgood Marshall 1934–1991. Nova Iorque: University Press of America. ISBN 0-8191-8736-4
- Bloch, Susan L. (1992). «Marshall, Thurgood». In:  Hall, Kermit L. The Oxford Companion to the Supreme Court of the United States. Oxford: Oxford University Press. ISBN 978-0-19-505835-2
- —————— (1993). «Thurgood Marshall». In:  Cushman, Clare. The Supreme Court Justices: Illustrated Biographies, 1789–1995. Washington, DC: CQ Press
- Bradley, David (1998). The Encyclopedia of Civil Rights in America. 2. Nova Iorque: Sharpe Reference. ISBN 9780765680006
- Daniels, William J. (1991). «Justice Thurgood Marshall: The Race for Equal Justice». The Burger Court: Political and Judicial Profiles. Urbana: University of Illinois Press. ISBN 0-252-06135-7
- Davis, Michael D.; Clark, Hunter R. (1992). Thurgood Marshall: Warrior at the Bar, Rebel on the Bench. Secaucas: Carol Publishing Group. ISBN 978-1-55972-133-2
- Dickson, Del, ed. (2001). The Supreme Court in Conference, 1940–1985: The Private Discussions Behind Nearly 300 Supreme Court Decisions. Nova Iorque: Oxford University Press. ISBN 978-0-19-512632-7
- Dudziak, Mary L. (2012). Exporting American Dreams: Thurgood Marshall's African Journey. Princeton: Princeton University Press. ISBN 9781400839896
- Epstein, Lee J.; Segal, Jeffrey A. (2005). Advice and Consent: The Politics of Judicial Appointments. Oxford: Oxford University Press. ISBN 9780195345834
- ——————;  et al. (2021). The Supreme Court Compendium: Two Centuries of Data, Decisions, and Developments 7ª ed. Thousand Oaks: CQ Press. ISBN 978-1-0718-3456-5
- Fiore, Douglas J.; Hill, W. Weldon (2012). Creating Personal Success on the Historically Black College and University Campus. Boston: Cengage Learning. ISBN 9781111837716
- Frost, Bryan-Paul; Sikkenga, Jeffrey (2003). History of American Political Thought. Lexington: Lexington Books. ISBN 0-7391-0623-6
- Gibson, Larry S. (2012). Young Thurgood: The Making of a Supreme Court Justice. Nova Iorque: Prometheus Books. ISBN 9781616145712
- Goodwin, Doris Kearns (1976). Lyndon Johnson and the American dream. Nova Iorque: HarperCollins Publishers. ISBN 9780060122843
- Hall, Timothy  L. (2001). Supreme Court Justices: A Biographical Dictionary. Nova Iorque: Facts on File. ISBN 978-0-8160-4194-7
- Haugen, Brenda (2007). Thurgood Marshall: Civil Rights Lawyer and Supreme Court Justice. Minneapolis: Capstone. ISBN 9780756518776
- Horn, Geoffrey M. (2004). Thurgood Marshal. Nova Iorque: Gareth Stevens Publishing LLLP. ISBN 9780836850987
- Hughey, Matthew W.; Parks, Gregory S. (2011). Black Greek-Letter Organizations 2.0: New Directions in the Study of African American Fraternities and Sororities. Mississippi: Univ. Press of Mississippi. ISBN 9781604739220
- Jonas, Gilbert (2005). Freedom's Sword: The NAACP and the Struggle Against Racism in America, 1909-1969. Abingdon: Routledge. ISBN 9781135930882
- Jordan, John H. (2013). Black Americans 17Th Century to 21St Century: Black Struggles and Successes. Bloomington: Trafford Publishing. ISBN 9781490717333
- Kallen, Stuart A. (1993). Thurgood Marshall: A Dream of Justice for All. Minneapolis: Abdo and Daughters. ISBN 1-56239-258-1
- Kerber, Linda K. (1999). No Constitutional Right to Be Ladies: Women and the Obligations of Citizenship. Nova Iorque: Farrar, Straus and Giroux. ISBN 9781466817241
- Kluger, Richard (2011). Simple Justice: The History of Brown v. Board of Education and Black America's Struggle for Equality 1ª ed. Nova Iorque: Knopf Doubleday Publishing Group. ISBN 9780307546081
- Kutler, Stanley I. (1992). The Wars of Watergate: The Last Crisis of Richard Nixon. Nova Iorque: W. W. Norton & Company. ISBN 9780393308273
- Lomotey, Kofi (2010). Encyclopedia of African American Education. Thousand Oaks: SAGE. ISBN 9781412940504
- Mack, Kenneth W. (2012). Representing the Race: The Creation of the Civil Rights Lawyer. Cambridge: Harvard University Press. ISBN 978-0-674-04687-0
- Marszalek, John F. (1992). «Marshall, Thurgood». In:  Marszalek, John F.; Lowery, Charles D. Encyclopedia of African-American Civil Rights: From Emancipation to the Present. Westport: Greenwood Press. ISBN 0-313-25011-1
- Martin, Fenton S.; Goehlert, Robert U. (1990). The U.S. Supreme Court: A Bibliography. Washington: Congressional Quarterly Books. ISBN 0-87187-554-3
- Moak, Daniel (2020). «17 Thurgood Marshall: The Legacy and Limits of Equality under the Law». In:  Rogers, Melvin L.; Turner, Jack. African American Political Thought (em inglês). Chicago: University of Chicago Press
- Most, Kenneth S. (1977). Accounting theory. Estados Unidos: Grid
- Nazel, Joseph (1993). Thurgood Marshall: Supreme Court Justice. Los Angeles: Holloway House Publishing. ISBN 9780870675843
- Oldham, James (2006). Trial by Jury: The Seventh Amendment and Anglo-American Special Juries. Nova Iorque: NYU Press. ISBN 9780814762042
- Paddock, Lisa; Rollyson, Carl (2009). Thurgood Marshall: Perserverance for Justice. Indiana: iUniverse. ISBN 9781491750186
- Parks, Gregory; Bradley, Stefan M. (2012). Alpha Phi Alpha: A Legacy of Greatness, The Demands of Transcendence. Kentucky: University Press of Kentucky. ISBN 0813134218
- Roberson, Cliff (2009). Constitutional Law and Criminal Justice. Boca Raton: CRC Press. ISBN 9781420086119
- Rowan, Carl T. (1993). Dream Makers, Dream Breakers: The World of Justice Thurgood Marshall. Boston: Little, Brown & Co. ISBN 978-0-316-75978-6
- Schultz, David; Vile, John R., eds. (2005). The Encyclopedia of Civil Liberties in America. Abingdon-on-Thames: Routledge. ISBN 978-0-7656-8063-1
- Smith, Robert C. (2003). Encyclopedia of African American Politics. Nova Iorque: Facts on File. ISBN 9781438130194
- Starks, Glenn L.; Brooks, F. Erik (2012). Thurgood Marshall: A Biography. Santa Bárbara: ABC-CLIO. ISBN 9780313349164
- Stefoff, Rebecca (2008). Furman V. Georgia: Debating the Death Penalty. Tarrytown: Marshall Cavendish. ISBN 9780761425830
- Tushnet, Mark V. (1994). Making Civil Rights Law: Thurgood Marshall and the Supreme Court, 1936–1961. Londres: Oxford University Press. ISBN 978-0-19-510468-4
- —————— (1997a). Making Constitutional Law: Thurgood Marshall and the Supreme Court, 1961-1991. Nova Iorque: Oxford University Press. ISBN 0-19-509314-3
- —————— (1997b). «Thurgood Marshall». In:  Friedman, Leon; Israel, Fred L. The Justices of the United States Supreme Court: Their Lives and Major Opinions. 4. Nova Iorque: Chelsea House Publishers. ISBN 978-0-7910-1377-9
- —————— (2001). Thurgood Marshall: His Speeches, Writings, Arguments, Opinions, and Reminiscences. Chicago: Chicago Review Press. ISBN 9781613746400
- —————— (2006). «Thurgood Marshall». In:  Urofsky, Melvin I. Biographical Encyclopedia of the Supreme Court: The Lives and Legal Philosophies of the Justices. Washington, D.C.: CQ Press. ISBN 978-1-933116-48-8
- Urofsky, Melvin L. (1994). The Supreme Court Justices: A Biographical Dictionary. Nova Iorque: Garland Publishing. ISBN 978-0-8153-1176-8
- Vile, John R. (2003). Great American Judges: An Encyclopedia. 1. Santa Bárbara: Santa Barbara: ABC–CLIO. ISBN 1-57607-989-9
- Washington, Ellis (2013). The Progressive Revolution: Liberal Fascism through the Ages. 1. Lanham: University Press of America. ISBN 9780761861102
- White, G. Edward (2007). The American Judicial Tradition: Profiles of Leading American Judges 3ª ed. Oxford: Oxford University Press. ISBN 978-0-19-513962-4
- Williams, Juan (1998). Thurgood Marshall: American Revolutionary. Nova Iorque: Times Books. ISBN 9780307786128
- Yarbrough, Tinsley E. (2000). The Rehnquist Court and the Constitution. Nova Iorque: Oxford University Press. ISBN 9780307786128

### Periódicos
- Baugh, Joyce A. (1996). «Justice Thurgood Marshall: Advocate for Gender». ProQuest. 20 (4)
- Jimerson, Randall C. (2006). «Ethical Concerns for Archivists». History Faculty and Staff Publications. 15. Arquivado do original em 22 de setembro de 2017
- O'Connor, Sandra Day (1991–1992). «Thurgood Marshall: The Influence of a Raconteur». Stanford Law Review. 44 (6). doi:10.2307/1229051
- Ogletree, Charles J. (1989). «Justice Marshall's Criminal Justice Jurisprudence: 'The Right Thing to Do, the Right Time to Do It, the Right Man and the Right Place'». Harvard Blackletter Journal. (pede subscrição (ajuda))
- Pierre, John K. (2012). «History of De Jure Segregation in Public Higher Education in America and the State of Maryland Prior to 1954 and the Equalization Strategy». The Rule of Law in an Age of Constitutional Uncertainty. 8 (1)
- Smith, J. Clay Jr.; Burrell, Scott (1994). «Justice Thurgood Marshall and the First Amendment». Arizona State Law Journal. 26 (2)
- Smith, Robert C. (2001). «Rating Black Leaders» (PDF). National Political Science Review. 8
- Tushnet, Mark (1991–1992). «Thurgood Marshall and the Brethren». Georgetown Law Journal. 80 (6)
- Winter, Ralph K. (Outubro de 1991). «TM's Legacy» (PDF). Yale Law Journal. 101 (1)
- Zelden, Charles L. (janeiro de 2017). «"How Do You Feel About Writing Dissents"? Thurgood Marshall's Dissenting Vision for America: THURGOOD MARSHALL'S DISSENTS». Journal of Supreme Court History (em inglês). 42 (1). doi:10.1111/jsch.12136